# Depo Zličín

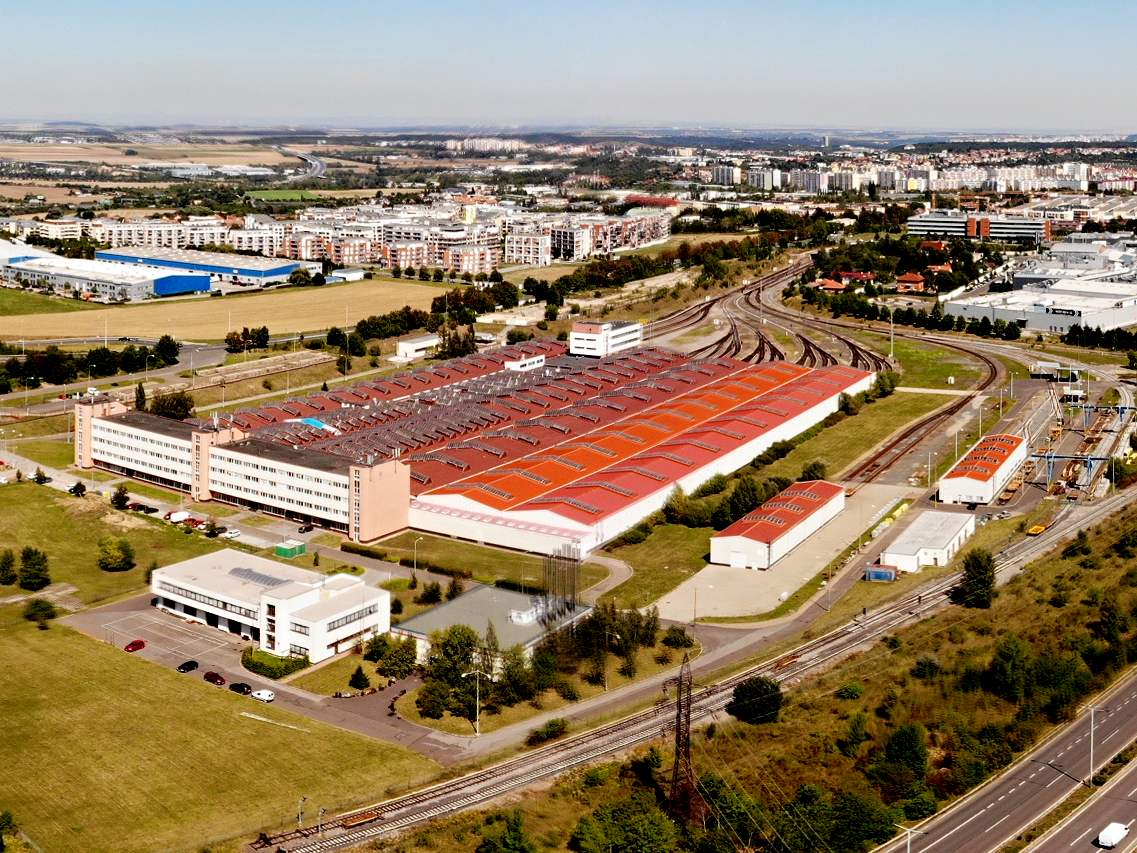
Celkový pohled

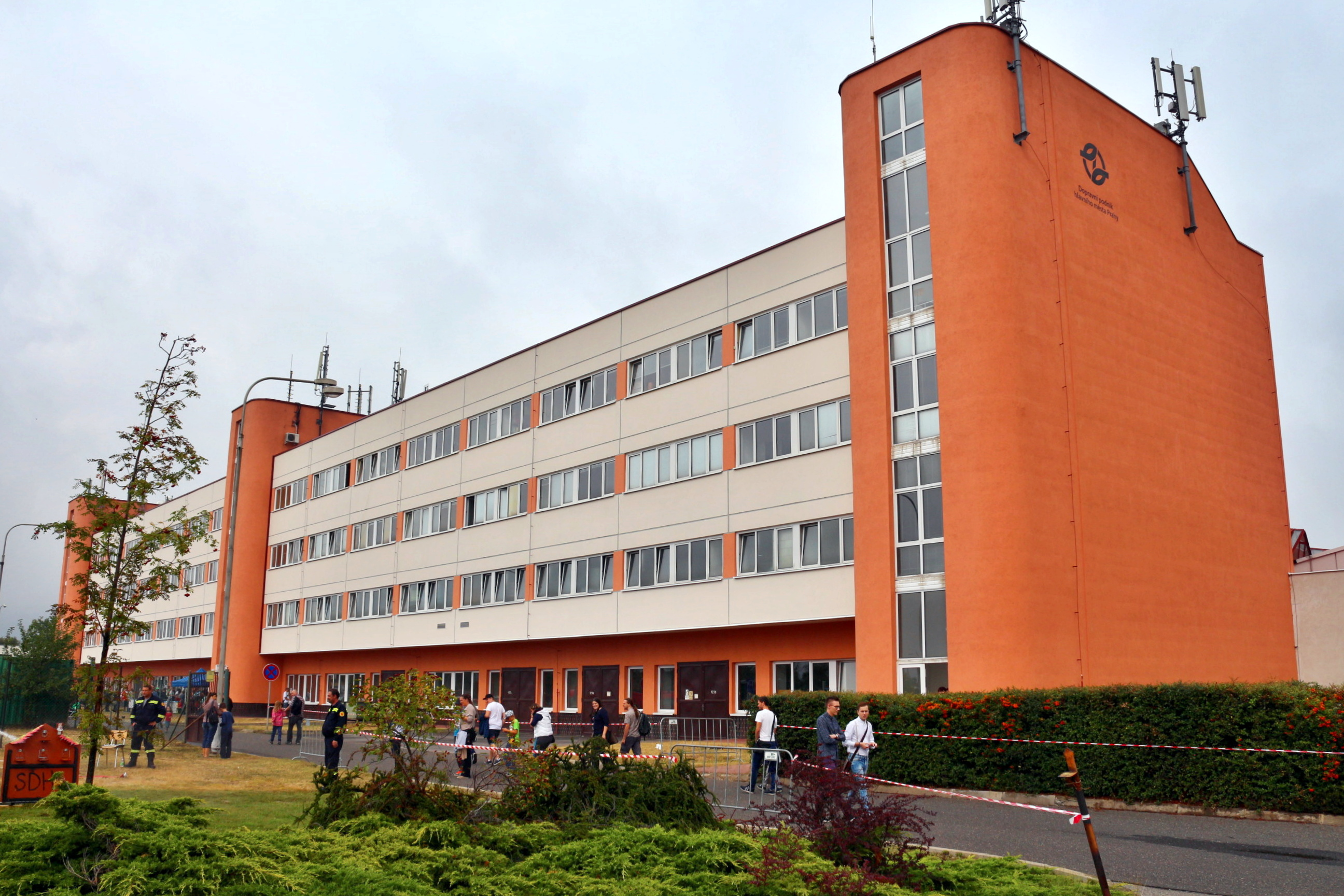
Budova depa

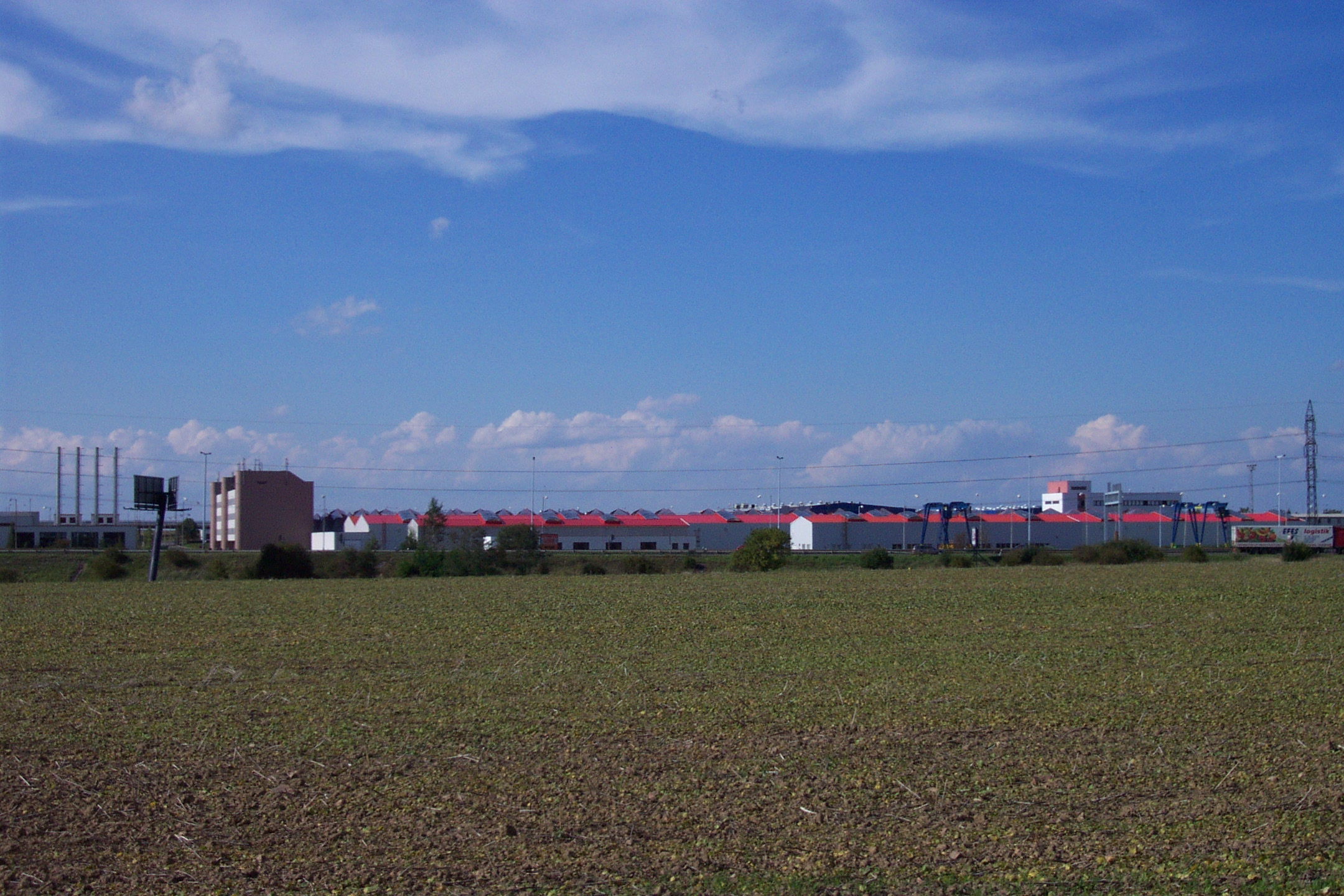
Pohled na depo od Třebonic

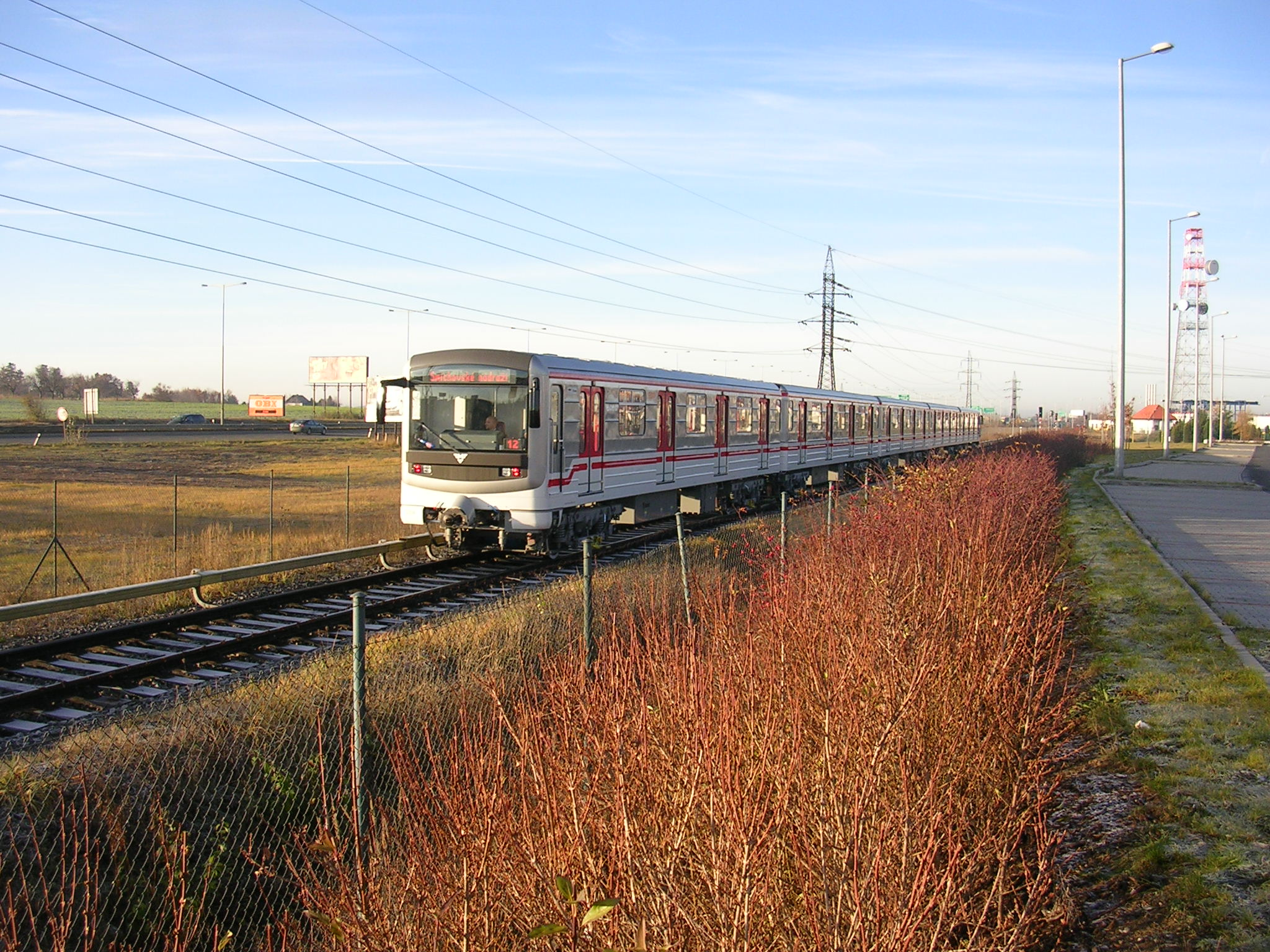
Zkušební kolej u depa Zličín

Depo Zličín (zkratka DZ) je jedno ze tří dep pražského metra (zbývajícími jsou Depo Kačerov a Depo Hostivař). Slouží pro linku B a to již od roku 1994.

## Poloha
Depo je umístěno na západním okraji městského obvodu Prahy 5, z větší části (například hala depa) na území severní části Třebonic, z menší části (kolejiště před halou) na území Zličína. Lokalita depa o rozloze cca 18,3 ha je ohraničena na severní straně ulicí Na Radosti, Pražským okruhem ze západu a dálnicí D5 na jihu. Z východní strany je depo napojeno dvojkolejnou spojkou do konečné stanice trati B Zličín. Depo je uspořádáno jako koncové (hlavové) s napojením všech hal do kolejiště depa. Depo Zličín zajišťuje provoz na trati B, remizování a provozní ošetření maximálně 200 elektrických vozů (deponovací kapacita byla rozšířena ze 150 na 200 elektrických vozů v roce 2001) a je vybaveno zkušební tratí s propojením na vlečku firmy Siemens Kolejová vozidla (uzavřeno v roce 2009, dříve ČKD Dopravní systémy) v délce 1805 m. Plocha halového komplexu je 2,3 ha a v halách je celkem 23 kolejí.
Dříve bylo depo spojeno s železniční tratí prostřednictvím vlečky, která je napojena poblíž železniční stanice Praha-Zličín. Ačkoliv většina vlečky stále existuje, krátký úsek kolejí byl přerušen (viz situaci na mapy.cz) a vlečka tak již nemůže sloužit původnímu účelu. Jediné funkční spojení mezi pražským metrem a běžnou železniční sítí zůstává mezi Depem Kačerov a železniční stanicí Praha-Krč.

## Činnost
Pro deponování souprav je k dispozici 19 kolejí (koleje č. 19–38), jedna kolej je pro soupravy metra nepoužívaná (kolej č. 39, protože svou délkou dosahuje pouze cca jedné pětiny délky soupravy – tj. cca 20 m, výjimečně se používá k dočasnému odstavení lokotraktoru během denních manipulací, má rovněž užší vrata pro vjezd do haly, její existence je z důvodu železniční obsluhy transformátorů a těžkých zařízení v hale depa, které se přes 39. kolej mohou překládat přímo do místa instalace), dvě koleje slouží k mytí souprav (koleje č. 40 a 41) = 41 – „ofuk“ – čištění proudem vzduchu a 40 – klasická myčka (obdoba té auto), a jedna kolej je pro strojní zálohu (kolej č. 42). Záložní kolej je zajímavá tím, že v hale na této koleji je přívodní kolejnice, která je neustále pod trakčním napětím, proto slouží pro zálohy. V praxi to vypadá tak, že na koleji (pokud zde) stojí souprava a v momentě, když provozní závada jiné soupravy na trase vyžaduje její výměnu nebo nahrazení, vyjede právě tato připravená souprava v několika sekundách bez pomoci více pracovníků, na rozdíl od vystavení z obecné haly, kde je výjezd z důvodu absence přívodní kolejnice přímo v hale komplikovanější v řádů minut.
Prostory „nové“ haly, tj. koleje č. 19–28, dříve sloužily rekonstruovaným soupravám typu 81-71M, které jezdí na trase A i trase B.
V depu se také nachází objekt, kterému se říká „malé depo“ (koleje č. 8 a 9). V tomto objektu parkují nezávislé trakční prostředky (NTP), které jezdí v noci v tunelu (servisní, údržbářské a pomocné práce) nebo slouží k posunu souprav (lokotraktor).
V roce 2026 by měla začít výstavba stanice metra B "Depo Zličín" . Vítězem architektonické soutěže na podobu nové stanice pražského metra Depo Zličín se stal ateliér Petr Stolín Architekt. Depo Zličín bude jednou z mála povrchových stanic pražského metra a bude sloužit jako přestupní bod na linku metra B nejen řidičům parkujícím v novém parkovacím domě P+R, ale také cestujícím z příměstských linek. Kromě toho bude obsluhovat okolní bytovou zástavbu, která se v nejbližších letech rozroste o další bytové domy v ulici Na Radosti. Bude to 62. stanice metra. V srpnu 2024 byly přípravy stanice metra zastaveny.

## Fotogalerie

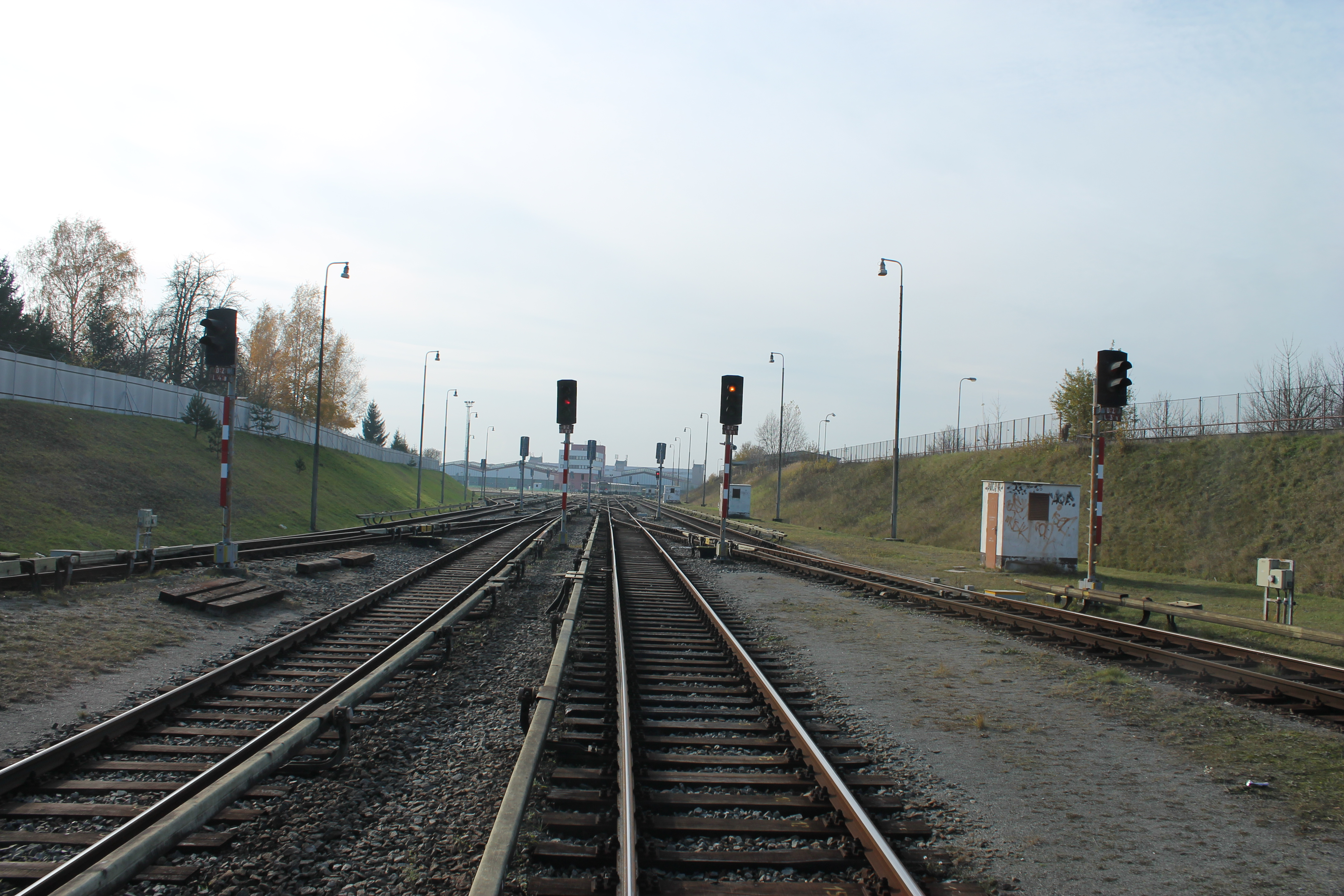
Vjezd do depa ze stanice metra Zličín
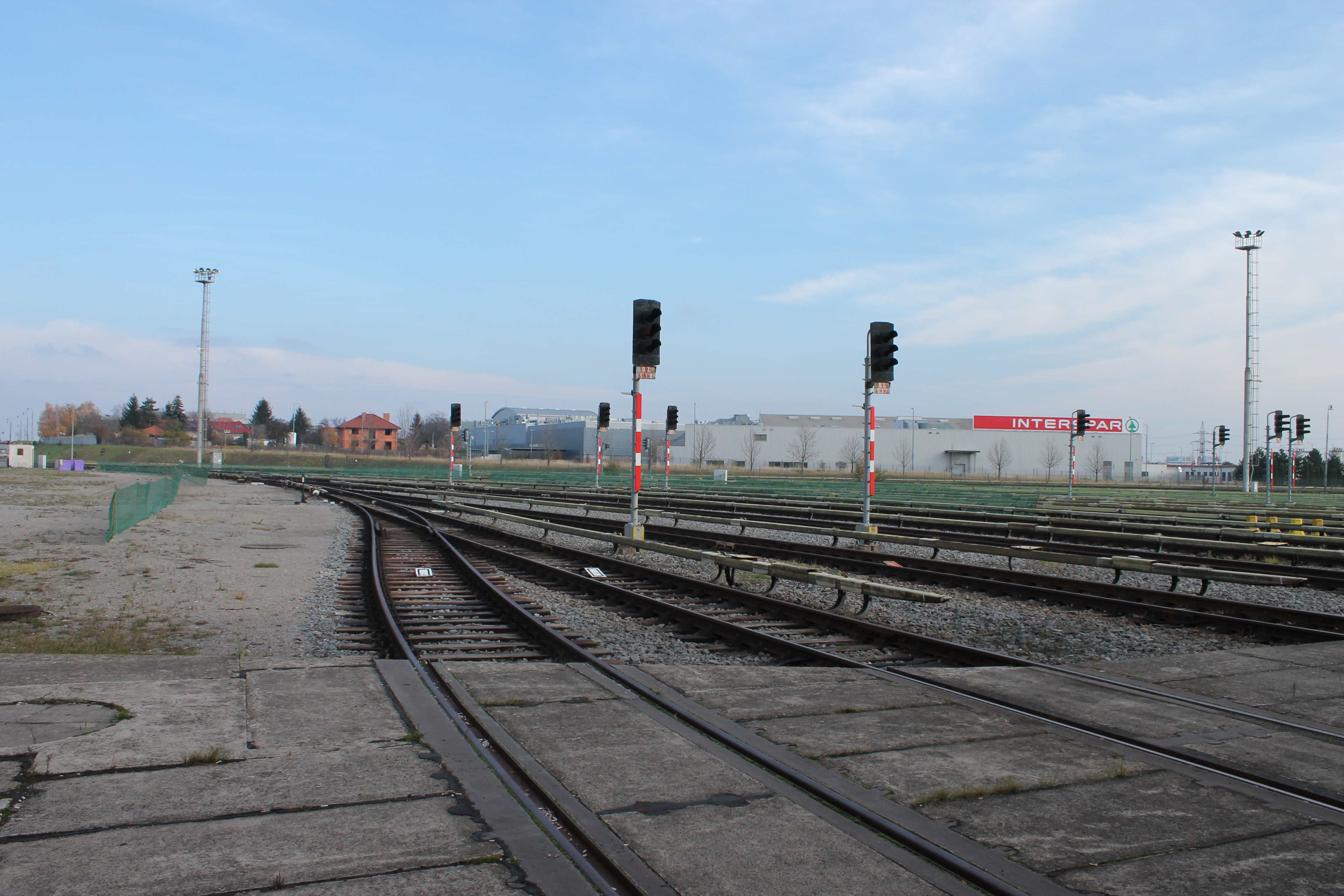
Výjezd z haly depa
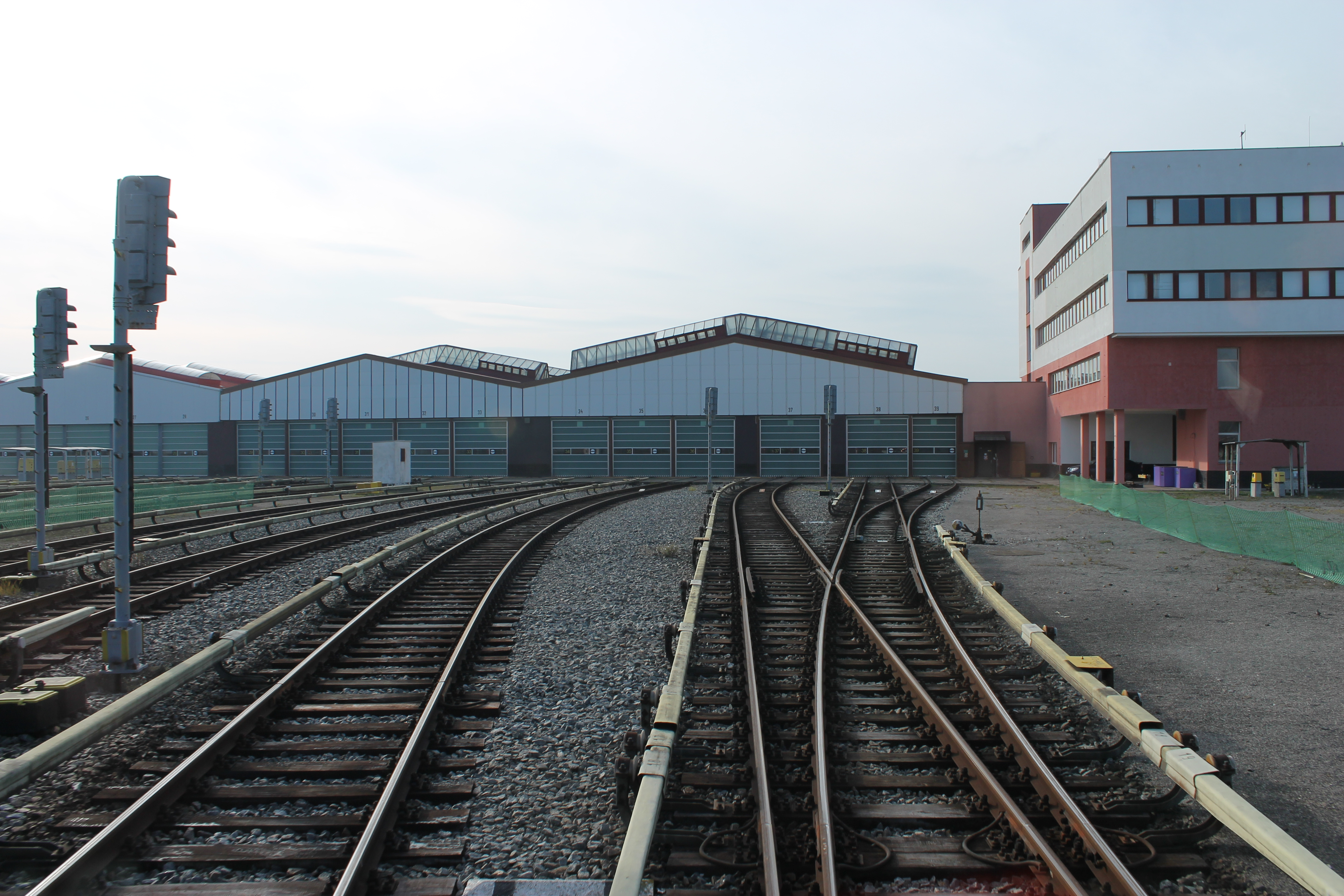
Vjezd do haly
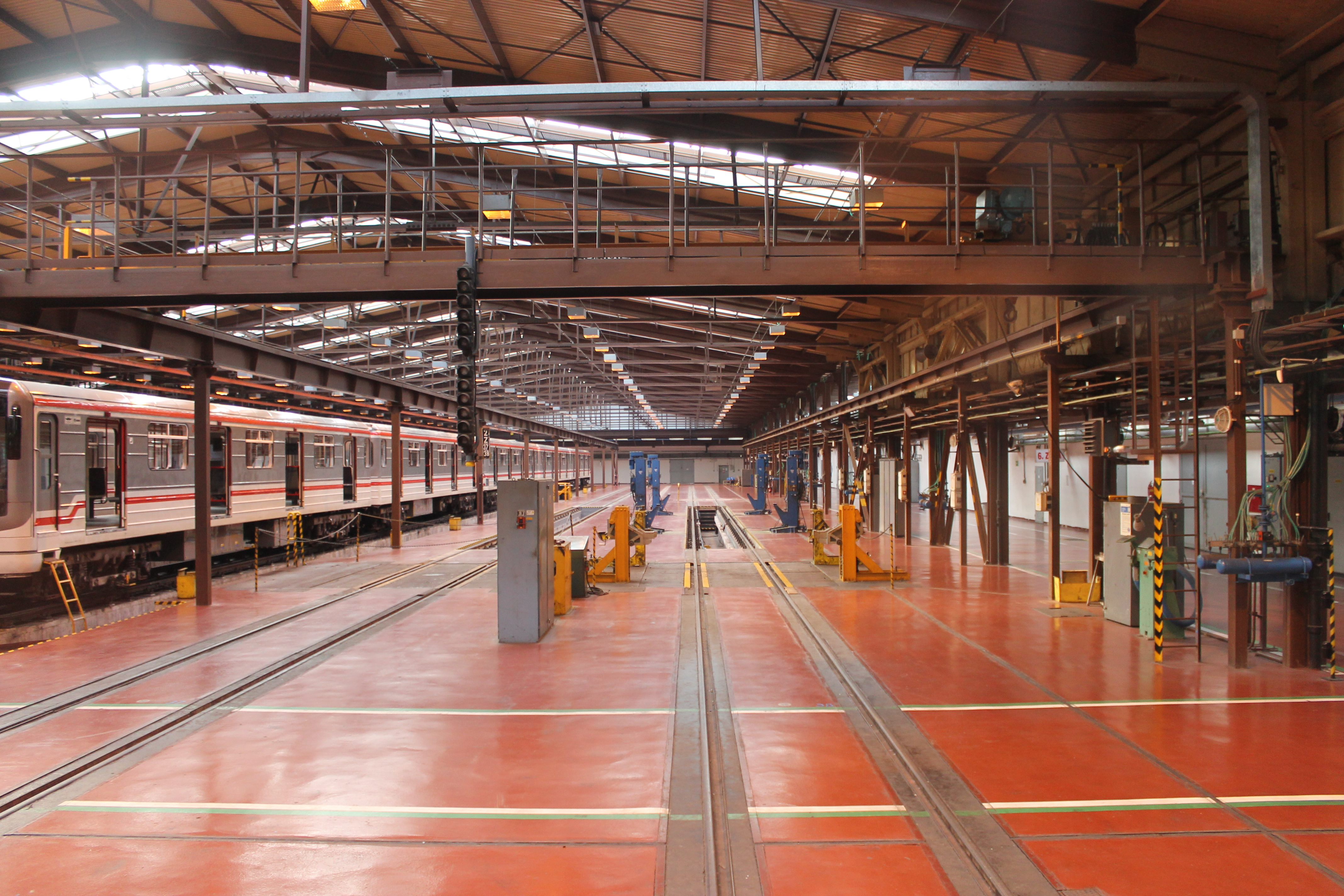
Interiér haly depa, kolej 38
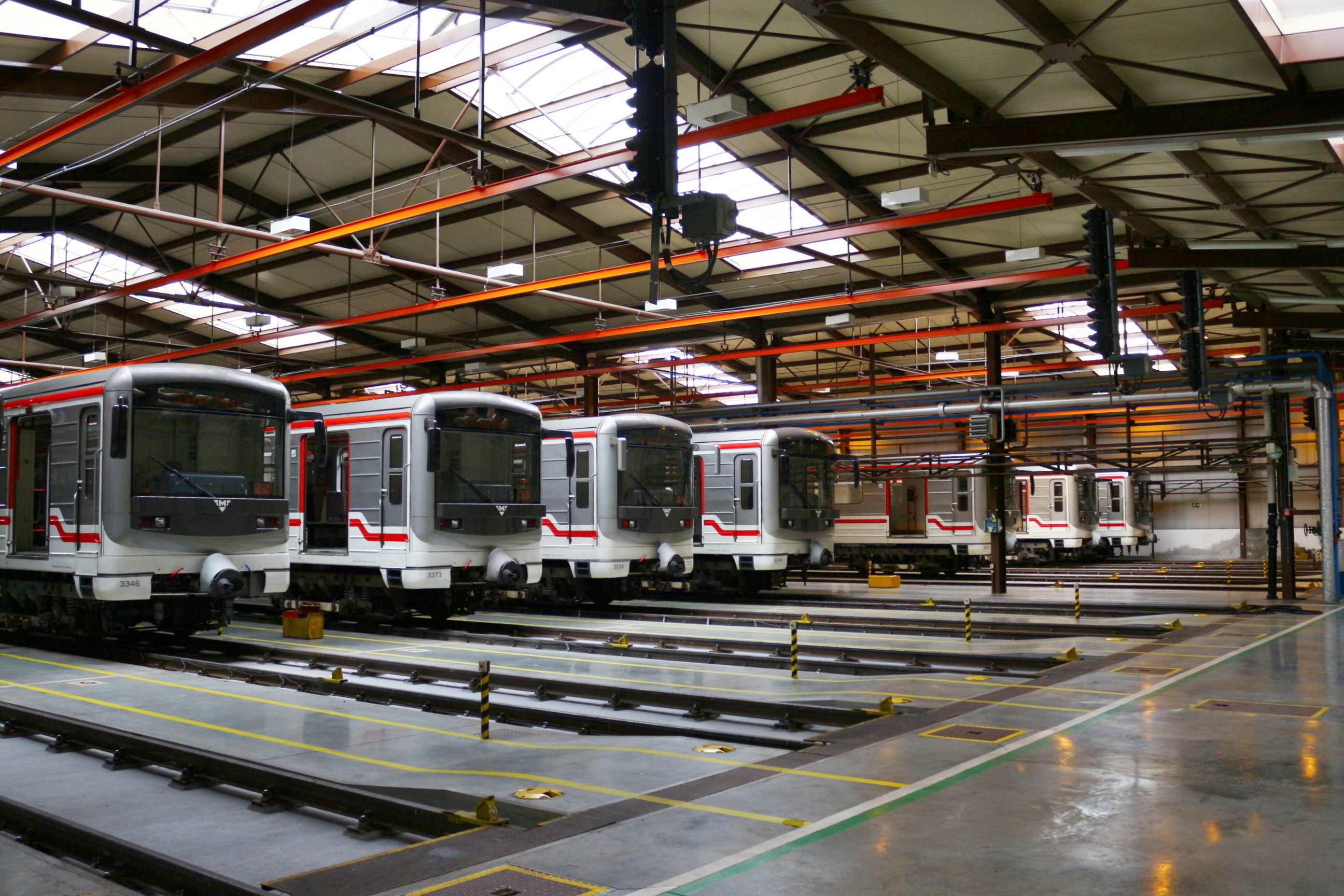
Interiér haly depa s vlaky
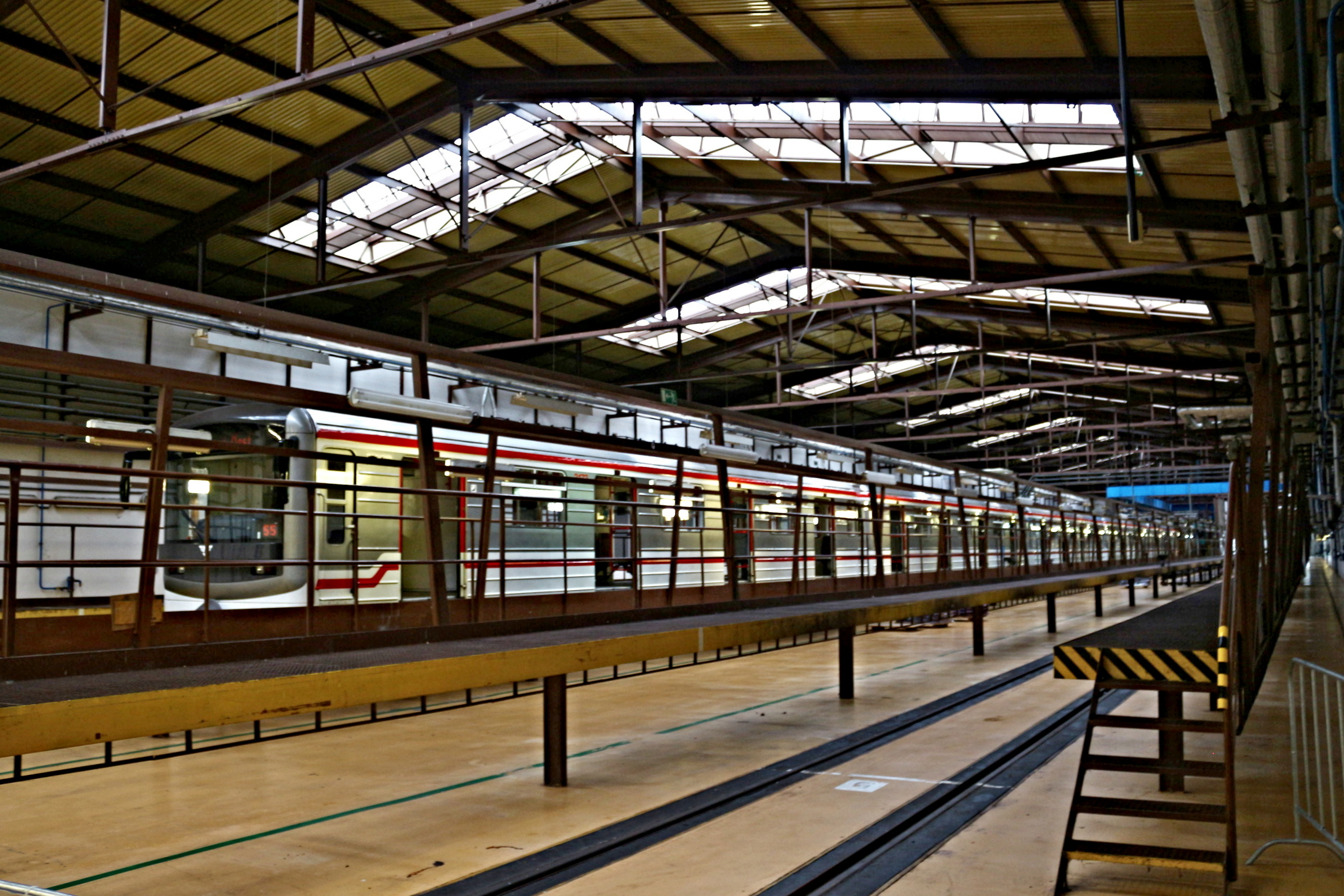
Interiér haly depa s vlaky